# Hátifí
Abdulláh Džámí Hátifí, běžně známý jako Hátifí, také přepisováno Hátefi nebo Hotifí (1454, Chardžird, provincie Chorásán Razaví, v současnosti Írán – 1521, Chardžird), byl perský básník a synovec básníka Džámího.

## Život
Hátifi se narodil v roce 1454 v Chardžirdu, poblíž města Džám, které bylo závislé na chórásanském městě Herát. Hátifího matka byla sestrou význačného básníka Džámího (zemřel 1492), ale na rozdíl od svého sunnitského strýce byl Hátifí šíita.
Džámí prožil většinu svého života ve svém rodném městě, kde sloužil jako správce mauzolea básníka z tímúrovské éry Qasem-e Anvara. Hátifí se stal členem literární elity poté, co zvítězil ve zkoušce, kterou připravil právě Džámí. Na konci 15. století Hátifi cestoval po boku básníka Amíra Homayun Esfarainiho do Ázerbájdžánu a do arabské části Iráku. Mezi lety 1485 a 1490 pobýval na dvoře vládce Akkojunluské říše Ja'qúba Chána (též Ja'qúb Bej, vládl v letech 1478–1490) v Tabrízu v severozápadním Íránu.
Jelikož byl Hátifí šíita, byl respektován safíovským šáhem Ismá‘ílem I. (vládl 1501–1524), který dobyl Chorásán v roce 1510. Hátifí později působil jako prostředník pro sunnitské obyvatele města Džámu, které Ismá‘íl I. neměl v oblibě. Ismá‘íl, který se snažil zapsat se do dějin perské literatury, požádal Hátifího, aby napsal historický epos podobný svému předchozímu dílu Timurnoma, biografii turko-mongolského vládce Tamerlána (vládl v letech 1370–1405). Toto dílo (Šáhnáma, Kniha královská) ale Hátifí nedokončil, napsal pouze asi 1 000 veršů.
Hátifí zemřel v roce 1521 v Chardžirdu a byl pohřben ve své bývalé zahradě.

## Dílo
Hátifí psal poezii v několika žánrech, ale je známý především svou Chamsou (Pateřicí), která vznikla po vzoru předchozích autorů tohoto žánru perské literatury, včetně Nizámího Gandžavího. Hátifího Chamsa se proslavila i mimo Írán. Lâmiî Çelebi vytvořil osmanský překlad tohoto díla a několik jeho vydání v Osmanské říši a v Indii je důkazem jeho široké slávy, která spočívá v jeho realistickém a přímočarém stylu. Projevil pozoruhodnou originalitu v zacházení se svými příběhy a jeho styl často napodobovali pozdější básníci.
Pět částí, které tvoří toto dílo, jsou:
- Lajlá a Madžnún
- Šírín a Chusrau
- Haft manzar (Sedm panorám)
- Timurnáma (též Timurnoma,[7] Kniha Timurova)
- Šáhnáma (Kniha královská) – nedokončeno

### Překlady do češtiny
- Marie Majerová - Hátifí, Nizámí, Chosru Dehlevi: Příběh Behráma Gura a Růžového líčka : perské pohádky. Dle francouzského překladu A. Locoina de Villemorin a Dra. Mirza Chatil-Chana (Le Jardin des Délices, Paris, 1897), Ilustrace: Josef Rejsek, grafická úprava: Miloš Klicman, KDA, sv. 121. Praha: Kamilla Neumannová, 1915